# Espagne aux Jeux paralympiques d'été de 2016
L'Espagne participe aux Jeux paralympiques d'été de 2016 à Rio de Janeiro. Il s'agit de la treizième participation de ce pays aux Jeux paralympiques d'été. La compétition s'est tenue du 7 au 18 septembre 2016. Le porte-drapeau de la délégation est José Manuel Ruiz (en).

## Classification des athlètes paralympiques
Pour participer aux Jeux paralympiques, le handicap de l'athlète doit faire partie de l'une des cinq catégories de handicap : l'amputation (la maladie peut être congénitale ou causée par une blessure ou une maladie), la paralysie cérébrale, les athlètes en fauteuil roulant (cette catégorie est transversale avec plusieurs autres), la déficience visuelle (y compris la cécité) et les autres (tout handicap physique qui n'entre pas strictement dans l'une des autres catégories, par exemple le nanisme ou la sclérose en plaques),. Chaque sport paralympique possède ses propres classifications, en fonction des exigences physiques spécifiques de la compétition. Les épreuves reçoivent un code, composé de chiffres et de lettres, décrivant le type d'épreuve et la classification des athlètes en compétition. Certains sports, comme l'athlétisme, divisent les athlètes à la fois selon la catégorie et la gravité de leur handicap, d'autres sports, par exemple la natation, regroupent les concurrents de différentes catégories, la seule séparation étant basée sur la gravité du handicap.

## Médaillés

### Médailles d'or
| Sport              | Discipline                            | Sportif                |
| Médailles d'or : 9 | Médailles d'or : 9                    | Médailles d'or : 9     |
| ------------------ | ------------------------------------- | ---------------------- |
| Athlétisme         | Marathon féminin T11/12               | Elena Congost          |
| Athlétisme         | 400 mètres masculin T11               | Gerard Descarrega (en) |
| Athlétisme         | Lancer de poids F11/12                | Kim López (en)         |
| Natation           | 100 mètres brasse masculin SB8        | Oscar Salguero (en)    |
| Natation           | 100 mètres brasse féminin SB14        | Michelle Alonso (en)   |
| Natation           | 100 mètres papillon masculin S11      | Israel Oliver (en)     |
| Natation           | 200 mètres quatre nages masculin SM11 | Israel Oliver (en)     |
| Natation           | 50 mètres dos crawlé féminin S5       | Teresa Perales         |
| Natation           | 400 mètres nage libre féminin S9      | Núria Marquès (en)     |

### Médailles d'argent
| Sport                           | Discipline                          | Sportif                                                       |
| Médailles d'argent : 14         | Médailles d'argent : 14             | Médailles d'argent : 14                                       |
| ------------------------------- | ----------------------------------- | ------------------------------------------------------------- |
| Athlétisme                      | Marathon masculin T46               | Abderrahman Ait Khamouch (en)                                 |
| Athlétisme                      | Marathon masculin T11/12            | Alberto Suárez (en)                                           |
| Cyclisme                        | Cyclisme sur route B                | Ignacio Ávila (en)                                            |
| Tennis de table                 | Classe 6                            | Álvaro Varela                                                 |
| Tennis de table                 | Par équipes classes 9–10            | Jorge Cardona (en) Juan Bautista Pérez José Manuel Ruiz (en)  |
| Natation                        | 50 mètres brasse masculin SB3       | Miquel Luque                                                  |
| Natation                        | 100 mètres dos crawlé féminin S9    | Núria Marquès (en)                                            |
| Natation                        | 100 mètres papillon féminin S9      | Sarai Gascón (en)                                             |
| Natation                        | 50 mètres nage libre féminin S9     | Sarai Gascón (en)                                             |
| Natation                        | 200 mètres quatre nages féminin SM9 | Sarai Gascón (en)                                             |
| Natation                        | 100 mètres nage libre féminin S5    | Teresa Perales                                                |
| Natation                        | 200 mètres nage libre féminin S5    | Teresa Perales                                                |
| Natation                        | 200 mètres quatre nages féminin SM5 | Teresa Perales                                                |
| Basket-ball en fauteuil roulant | Tournoi masculin                    | Équipe nationale espagnole de basket-ball en fauteuil roulant |

### Médailles de bronze
| Sport                   | Discipline                                  | Sportif                                             |
| Médailles de bronze : 8 | Médailles de bronze : 8                     | Médailles de bronze : 8                             |
| ----------------------- | ------------------------------------------- | --------------------------------------------------- |
| Athlétisme              | Lancer du disque F11                        | David Casinos (en)                                  |
| Athlétisme              | 1 500 mètres féminin T12/13                 | Izaskun Osés (en)                                   |
| Cyclisme                | 1 000 mètres contre-la-montre masculin C4–5 | Alfonso Cabello (en)                                |
| Cyclisme                | Sprint par équipes mixte 750 mètres C1–5    | Alfonso Cabello (en) Amador Granados Eduardo Santas |
| Triathlon               | Triathlon masculin PT4                      | Jairo Ruiz López                                    |
| Natation                | 100 mètres dos crawlé féminin S12           | María Delgado (en)                                  |
| Natation                | 50 mètres nage libre féminin S12            | María Delgado (en)                                  |
| Natation                | 400 mètres nage libre féminin S13           | Ariadna Edo (en)                                    |